# 2,6-二氯靛酚
2,6-二氯靛酚（英語：2,6-dichlorophenol Indophenol，簡稱DCPIP，DPIP或DCIP）為用於氧化還原指示劑的化合物。當DCPIP處於氧化態時呈現藍色，最大吸光值為600奈米；還原態時則為無色。
DCPIP可用於測量光合作用的速率，為希尔试剂之一。當該指示劑暴露於光合作用系統時，會因化學還原反應而脫色。DCPIP比起鐵氧還蛋白擁有較高電子親合能，可被光合作用的電子傳遞鏈還原，作為光合作用中最終電子載體NADP+的替代品。當DCPIP因還原反應而逐漸脫色時，可經由分光光度法測量到其透光率上升。
DCPIP也可用來偵測維生素C。由於維生素C是優良的還原劑，其溶液為酸性環境，因此當維生素C存在時，加入DCPIP指示劑會因酸性環境而首先呈現粉紅色，之後則與維生素C進行還原反應而逐漸脫色。維生素C與DCPIP的氧化還原反應機制為：維生素C（抗壞血酸）被氧化為脫氫抗壞血酸，DCPIP則被還原為褪色的DCPIPH2。
DCPIP (藍色) + H+    →    DCPIPH (粉紅)
DCPIPH (粉紅) + HVc (还原型维生素C) →  DCPIPH2 (褪色) + Vc (脱氢型维生素C)
在滴定實驗中，當溶液中的所有抗壞血酸用光時，會因溶液中沒有任何電子能還原DCPIPH，而使得溶液維持粉紅色。如果沒有足夠抗壞血酸還原所有DCPIPH，則在滴定終點時溶液將呈現粉紅色並能維持10秒以上。此外，針對人類黑色素瘤的動物藥理學實驗顯示，DCPIP可作為助氧化劑以用於人類癌細胞的標靶化學治療；DCPIP會誘導細胞內穀胱甘肽的耗損與增加氧化應激的調控，進而引發癌細胞凋亡。